# Pre-Millennium Tension
Pre-Millennium Tension (в переводе с англ. — «Предтысячелетнее напряжение») — третий студийный альбом британского музыканта Tricky, выпущенный в 1996 году. Tricky предпринял сознательные попытки уйти от трип-хопа. Альбом был хорошо принят критиками и был назван девятым лучшим альбомом года по результатам опроса Pazz & Jop 1996 года.

## Создание
В октябрьском интервью 1996 года для Ray Gun Tricky сказал, что хочет сделать Pre-Millennium Tension «панк-альбомом» и отойти от трип-хопа. Он сказал: «Я думал, альбом выйдет более тяжелым, а получилось иначе. Некоторые треки — быстрые и жесткие, но не такие, как было задумано». В основном альбом записывался на Ямайке, остальные части записывались в студии Platinum Islands в Нью-Йорке. Он был записан и сведен Яном Кэплом. Записан в Grove Studios, Ocho Rios, Ямайка и сведен в El Cortijo Studio в Испании.
По мнению композитора Уэйна Франклина из PopMatters, Pre-Millennium Tension «открыл новый, более зловещий звук, скорее всего, который был достигнут за счет его переезда в Нью-Йорк и его работы с андерграундными рэперами».

## Критика
Он получил положительные отзывы критиков, которые сочли музыку альбома амбициозной, эклектичной и угрожающей. Обозреватель USA Today Элиза Гарднер назвала его великолепным трип-хоп-альбомом, а Tricky — «плодовитым, новаторским и бесстрашно эксцентричным», сравнив его с американским музыкантом Принсом. Американский писатель Грег Кот из Chicago Tribune сказал, что Tricky вышел за рамки трип-хопа, используя и манипулируя рядом стилей, включая эмбиент, драм-н-бейс, хип-хоп и дэнсхолл. «Некоторые записи искусно размыли границы между чувственностью и ужасом, очарованием и страхом, соблазном и замешательством», — писал Кот. Дэвид Беннун из The Guardian утверждал, что Tricky деконструировал клише хип-хопа и «гангста-рэп», назвав альбом «удивительной записью — не великой, но очень хорошей, очень неуклюжей и очень странной». Критик Роберт Кристгау из Village Voice счел использование звукового ландшафта хип-хопа привлекательным, который «осмысливает и воплощает антиутопию повседневной жизни более радикально, чем Wu-Tang мог представить». К своей похвале он добавил, что успех формулы Tricky во многом зависел от Топли-Берд. Саймон Уильямс из NME был менее впечатлен, написав, что последние несколько песен альбома «похоже, страдали от той ярости, которая заставляет остальную часть записи работать». Он выделил «My Evil Is Strong» и «Piano» за чрезмерное циничное отношение и монотонную музыку. Дэвид Браун из Entertainment Weekly был более критичен. Он считал, что использование большего количества элементов соула и регги, чем в дебютном альбоме Maxinquaye, а также использование скачкообразных битов ослабило его «фирменный трип-хоп» стиль и привело к более театральной, «претенциозной» записи.
В конце 1996 года Pre-Millennium Tension был признан девятым лучшим альбомом года по результатам опроса Pazz & Jop. Позже он был включен в список «50 самых тяжелых альбомов всех времен» по мнению журнала Q. В интервью Принса 1997 года журналистке Лиз Джонс последняя посоветовала ему послушать Tricky, потому что ей он напоминает Принса в начале его карьеры. Заинтригованный, Принс спросил её, как называется последний альбом Tricky; она сказала «Pre-Millennium Tension», и Принс спонтанно ответил: «Ну, разве это не другой способ сказать „1999“» (1999 — прорывной альбом Принса, выпущенный в 1982 году). Это интервью включено в книгу Лиз Джонс «Раб ритма».
В 2017 году Нейт Патрин из Pitchfork отметил долговечность альбома, сказав, что название альбома — «единственная очевидная вещь, которая говорит вам, что ему уже два десятилетия, а не две недели».
По состоянию на 2003 год альбом был продан тиражом 218 000 копий в США. По состоянию на 1996 год альбом был продан тиражом 450 000 единиц по всему миру по данным Billboard.

## Список композиций
1. «Vent» — 3:04
2. «Christiansands» — 3:53
3. «Tricky Kid» — 4:10
4. «Bad Dreams» — 4:12
5. «Makes Me Wanna Die» — 4:01
6. «Ghetto Youth» — 5:37
7. «Sex Drive» — 3:48
8. «Bad Things» — 5:13
9. «Lyrics Of Fury» — 3:21
10. «My Evil Is Strong» — 3:59
11. «Piano» — 4:14

## Участники записи
- Tricky — вокал, тексты, микширование, продюсер
- Мартина Топли-Бёрд — вокал
- Ian Caple — звукорежиссёр, микширование
- Patrice Chevalier — гитарист
- John Tonks — ударные
- Pat McManus — скрипка, пианино
- Stephane Sednaoui — фотограф